# Byctiscus puberulus
Byctiscus puberulus is een keversoort uit de familie Rhynchitidae. De wetenschappelijke naam van de soort is voor het eerst geldig gepubliceerd in 1860 door Motschulsky.